# Hermann Kagerer
Hermann Kagerer (* 8. April 1896 in Kirchholz; † 6. Jänner 1984 in Linz) war ein österreichischer Pfarrer und Widerstandskämpfer gegen den Nationalsozialismus. Er kam nur durch außergewöhnliche Umstände aus dem KZ frei und konnte so nach dem Zweiten Weltkrieg weiter als Pfarrer arbeiten.

## Leben
Hermann Kagerer wuchs als eines von sieben Kindern einer Bauernfamilie auf. Schon früh interessierte sich der Sohn eines Zimmermanns für den Beruf des Priesters und so schickten ihn seine Eltern auf das bischöfliche Gymnasium des Kollegium Petrinum in Linz. Seine Schuljahre waren jedoch nicht von Erfolg gekrönt und er musste seine Gymnasialkarriere am Staatsgymnasium Ried fortsetzen, wo er 1915 seine Reifeprüfung ablegte. Am 15. April 1915 wurde er zum Dienst an der Waffe einberufen und besuchte zunächst die Offizierschule in Steyr. Als Kadett diente er während des Ersten Weltkriegs im 14. Infanterieregiment und nahm an Kampfhandlungen in Galizien und Italien teil. 1916 erlitt er eine schwere Verwundung und wurde ein Jahr mit der Ausbildung junger Rekruten betraut, bevor er als Leutnant zur italienischen Front zurückkehrte. Er nahm an der verhängnisvollen elften Isonzoschlacht teil und kam nur knapp mit dem Leben davon.
Nach Kriegsende trat er in das Linzer Priesterseminar ein und wurde am 29. Juni 1922 von Bischof Johannes Maria Gföllner zum Priester geweiht. Als Kooperator wurde er von 1922 bis 1925 in Waizenkirchen, von 1925 bis 1928 in Sierning und zuletzt von 1928 bis 1929 in Bad Ischl eingesetzt. Es folgte ab 1929 eine Tätigkeit als Religionslehrer an der Knaben- und Mädchenhauptschule am Ried im Innkreis. Außerdem betreute er für den Christlich-Deutschen Studentenbund (CDSB) Schüler des Staatsgymnasiums von Linz.
Während im Innkreis der Nationalsozialismus immer mehr an Macht gewann, geriet Kagerer in die Opposition. Als Patriot trat er mit Einverständnis des Bischofs der Vaterländischen Front bei und agitierte gegen den Nationalsozialismus, wo er nur konnte. Er wurde Bezirksführer von Ried. Zur Zeit des Anschlusses blieb dies den stark anwachsenden nationalsozialistischen Kräften nicht verborgen, die Material über ihn sammelten.

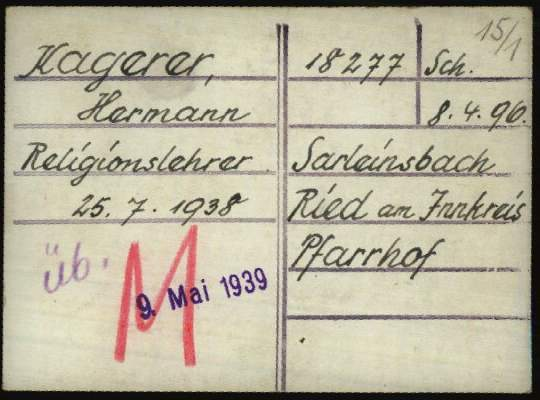
Registrierungskarte von Hermann Kagerer als Gefangener im nationalsozialistischen Konzentrationslager Dachau

Am 13. März 1938, kurz nach dem Anschluss Österreichs, wurde Kagerer von Angehörigen der SA und der SS verhaftet und unter Hausarrest gestellt. Anschließend wurde er zunächst im Kreisgefängnis inhaftiert, wo er gefoltert und verhört wurde. Am 20. Juli 1938 kam er ins Polizeigefängnis in Linz und fünf Tage später wurde er ohne Gerichtsverfahren ins KZ Dachau verlegt. Einer seiner Mitgefangenen war der Pfarrer Konrad Just, der später die Zustände und die Misshandlungen im Pfarrerblock des KZs in seinen Lebenserinnerungen beschrieb.
Kagerer wurde am 9. Mai 1939 als erster Priester in das KZ Mauthausen überstellt, wo er im Steinbruch arbeiten musste. Anschließend reparierte er Gartengeräte und wurde zuletzt in der Effektenkammer eingesetzt. Am 15. November 1940 wurde er überraschend auf Intervention von Hermann Göring persönlich aus dem KZ entlassen. Ein gemeinsamer Freund, ein Gendarm, dem Kagerer beigestanden hatte, als dieser als Illegaler hätte entlassen werden sollen, hatte bei Göring vorgesprochen und seine Freilassung erwirkt. Kagerer erhielt Gauverbot und ging nach Wien in das Kloster der Schwestern vom Göttlichen Erlöser in der Kaiserstraße. Dort durfte er mit Einwilligung des Erzbischofs Theodor Kardinal Innitzer als Geistlicher arbeiten, wurde jedoch von der Wiener Gestapo ständig überwacht.
1944 gelang es Bischof Josephus Calasanz Fließer, Gauleiter August Eigruber zu überzeugen, das Gauverbot aufzuheben. Kagerer kehrte in den Gau Oberdonau zurück und arbeitete wieder als Pfarrer. In Altenfelden blieb er auch nach dem Ende des Nationalsozialismus als Pfarrer tätig. Er wurde am 31. August 1966 pensioniert. Beliebt im Ort und Bistum wurde er mit dem Ehrentitel „Bischöflicher Konsistorialrat“ geehrt und er wurde Ehrenbürger der Marktgemeinde Altenfelden. Auch nach seiner Pensionierung blieb er bis 1974 als Kämmerer aktiv und feierte 1972 sein goldenes und 1982 sein diamantenes Weihejubiläum.
Am 6. Jänner 1984 starb Kagerer im Krankenhaus der Barmherzigen Schwestern in Linz. 2015 veröffentlichte sein Neffe Josef Kagerer ein Buch über sein Leben.